# Première circonscription du Nord de 1945 à 1958
La première circonscription du Nord était l'une des 3 circonscriptions législatives françaises que comptait le département du Nord de 1945 à 1958 ,. 

## Description géographique et démographique
La première circonscription du Nord était située à la périphérie de l'agglomération Dunkerquoise, ainsi que l'agglomération d'Hazebrouck. Située entre la Belgique et le Pas-de-Calais est centrée autour de la ville de Dunkerque.
Elle regroupait les divisions administratives suivantes : Canton de Dunkerque-Est ; Canton de Dunkerque-Ouest ; Canton de Bergues ; Canton de Cassel ; Canton de Gravelines ; Canton d'Hazebrouck-Nord ; Canton d'Hazebrouck-Sud ; Canton de Bourbourg ; Canton d'Hondschoote ; Canton de Wormhout ; Canton de Steenvoorde ; Canton de Bailleul-Sud-Ouest ; Canton de Bailleul-Nord-Est et le Canton de Merville.

## Historique des députations
| Législature                          | Début de mandat  | Fin de mandat     | Députés élus                                             | Parti politique                                   | Observations |
| ------------------------------------ | ---------------- | ----------------- | -------------------------------------------------------- | ------------------------------------------------- | ------------ |
| 1re Assemblée nationale constituante | 21 octobre 1945  | 10 juin 1946      | Marcel Darou Jules Houcke Maurice Ioos Hector Legry      | SFIO Républicains indépendants MRP                |              |
| 2e Assemblée nationale constituante  | 2 juin 1946      | 27 novembre 1946  | Marcel Darou Hector Legry Robert Prigent Paul Reynaud    | SFIO MRP Républicains indépendants                |              |
| 1re législature                      | 10 novembre 1946 | 4 juillet 1951    | Marcel Darou André Pierrard Robert Prigent Paul Reynaud  | SFIO PCF MRP Républicains indépendants            |              |
| 2e législature                       | 17 juin 1951     | 1er décembre 1955 | Auguste Damette Marcel Darou André Pierrard Paul Reynaud | RPF SFIO PCF Républicains indépendants            |              |
| 3e législature                       | 2 janvier 1956   | 8 décembre 1958   | Albert Denvers Marcel Darou André Pierrard Paul Reynaud  | SFIO PCF Indépendants et paysans d'action sociale |              |